# Gingin
Gingin è una città situata nella regione di Wheatbelt, in Australia Occidentale; essa si trova 90 chilometri a nord di Perth ed è la sede della Contea di Gingin. Al censimento del 2006 contava 531 abitanti.